# جان بونگارتز
جان بونگارتز (انگلیسی: John Bongaarts؛ زادهٔ ۱ ژانویهٔ ۱۹۴۵) جمعیت‌شناس هلندی-آمریکایی است. او به عنوان نایب رئیس و محقق ممتاز در شورای جمعیت که از دهه ۱۹۷۰ در آنجا مشغول به کار بوده‌است. تحقیقاتی را در مجموعه‌ای از موضوعات مختلف انجام داده‌است، مانند رشد و پیری جمعیت، میزان مرگ‌ومیر، پیوندهای جمعیت-محیط و جمعیت‌شناسی مرتبط با اپیدمیولوژی همه‌گیرشناسی اچ‌آی‌وی/ایدز. شناخته شده‌ترین کار او در زمینه باروری نهفته‌است، و موضوع مورد علاقه در طول زندگی حرفه ای او بوده‌است.